# Sir! No Sir!
Sir! No Sir! è un documentario del 2005 coprodotto da Displaced Films e BBC sul movimento pacifista contro la Guerra del Vietnam sviluppatosi all'interno dei corpi militari, i GI (il GI Movement). 
Il film fa anche parte della raccolta di film del Iraq Media Action Project.
Sir! No Sir! è stato prodotto, diretto e scritto da David Zeiger. Consiste in parti di interviste con veterani della Guerra del Vietnam che spiegano le ragioni per le quali contestano la guerra o per cui fanno obiezione di coscienza.

## Sinossi
Il film spiega la storia di come, dall'inizio della guerra, persino tra i "Berretti verdi", ci fu risentimento tra le truppe sulla differenza tra il conflitto in Vietnam e (così Jane Fonda e altri) le guerre giuste che combatterono i loro genitori. All'inizio semplicemente alcuni soldati in servizio lasciarono il militare individualmente; secondo fonti del Pentagono, tra il 1966 e il 1971 ci furono circa 500.000 episodi di diserzione nel servizio militare statunitense. Col passare del tempo divenne chiaro che se così tanti si opponevano alla guerra si poteva parlare di un movimento.
Howard Levy notò questo quando smise di addestrare i soldati ed ebbe parecchio supporto dai suoi compagni. Giornali di protesta iniziarono a girare, e produsse scompiglio nella US Army, mandando in galera persone per anni. Chi organizzava un giornale di protesta era mandato in prigione per anni con la scusa-accusa di possesso di marijuana.
Un altro motivo di scontento era che un ampio numero di soldati mandati al fronte era nero, e proprio in quegli anni il movimento nero stava crescendo.

## Riconoscimenti
- Los Angeles Film Festival
  - Premio del pubblico per il miglior documentario
- Seeds of War Full Frame Documentary Film Festival
  - Premio per il miglior documentario
- Vermont International Film Festival
  - Premio della guria come miglior film sui temi di guerra e pace
- 2005 - Golden Starfish Award
  - Premio per il miglior documentario
- 2005 - Gotham Independent Film Awards
  - Candidatura al premio Best Film Not Playing at a Theater Near You
- 2005 - Hamptons International Film Festival
  - Golden Starfish Award - Categoria Best Documentary
- 2006 - Independent Spirit Awards
  - Candidatura all'Independent Spirit Award per il miglior documentario